# The Walking Dead: Michonne
The Walking Dead: Michonne est un jeu vidéo d'aventure développé et édité par Telltale Games, sorti en 2016 sur Windows, Mac, PlayStation 3, PlayStation 4, Xbox 360, Xbox One, iOS et Android.
Il est centré sur le personnage de Michonne.

## Épisodes
Les trois épisodes constituants l'épisode Michonne sont sortis entre le 23 février 2016 et le 26 avril 2016 uniquement en téléchargement.
- Épisode 1 : In Too Deep (sortie le 23 février)
- Épisode 2 : Give No Shelter (sortie le 29 mars)
- Épisode 3 : What We Deserve (sortie le 26 avril)

## Musique
Générique de début : Gun in My Hand écrit par Mark A. Jackson, Ian Brendon Scott, Dorothy Martin et George Martin et interprété par Dorothy
Bande originale composée par Jared-Emerson Johnson
- Épisode 1 : In Too Deep - Générique de fin : Wolf écrit par Klara Söderberg et Johanna Söderberg et interprété par First Aid Kit
- Épisode 3 : What We Deserve - Générique de fin : To The Bone interprété par Mirel Wagner

## Accueil
- Jeuxvideo.com : 14/20[2]